# La Chapelle-Blanche (Côtes-d’Armor)
La Chapelle-Blanche (bretonisch Ar Chapel-Wenn; Gallo La Chapèll-Blaunch) ist eine Gemeinde in der Region Bretagne, im Département Côtes-d’Armor mit 211 Einwohnern (Stand 1. Januar 2022) in Frankreich.
Die Bewohner bezeichnen sich als Chapellois bzw. Chapelloises.

## Geografie
La Chapelle-Blanche liegt im Südosten des Départements an der Grenze zum Département Ille-et-Vilaine. Nachbargemeinden sind Saint-Jouan-de-l’Isle im Westen, Caulnes im Nordwesten, Guitté im Nordosten, Médréac im Osten und Quédillac im Süden. Die Gemeinde liegt 22 km südlich der Stadt Dinan. Durch die Gemeinde fließt der Fluss Rance.

## Geschichte
Wann der Ort besiedelt wurde, ist nicht genau bekannt. Namentlich erwähnt wird er erstmals im 12. Jahrhundert. Bis zum Bau der Pont de L’Isle Richtung Saint-Jouan-de-l’Isle war die Gemeinde sehr isoliert. 1577 wurde die Siedlung eine eigene Kirchgemeinde. Die Gemeinde gehörte von 1793 bis 1801 zum Distrikt Broons und zum Kanton Caulnes. 1801 wurde der Distrikt aufgelöst und an Stelle des Kantons Caulnes entstand der Kanton Saint-Jouan-de-l’Isle, dem die Gemeinde angehörte. Seit Dezember 1881 ist Caulnes wieder Hauptort des Kantons Caulnes.

## Bevölkerungsentwicklung
| Einwohner                  | 280 | 236 | 181 | 180 | 169 | 165 | 210 | 203 |
| Quellen: Cassini und INSEE |     |     |     |     |     |     |     |     |

## Sehenswürdigkeiten
- Dorfkirche
- Mühlen entlang der Rance: mehrere durch Wasserkraft angetriebene Mühlen
- vier Wegkreuze, zwei aus Granit (La Croix Joubeau und La Croix de Pierre), zwei aus Holz (La Ville Sicot und La Daviais)
- Herrenhaus aus dem 16. Jahrhundert in La Hunadière nördlich des Dorfes

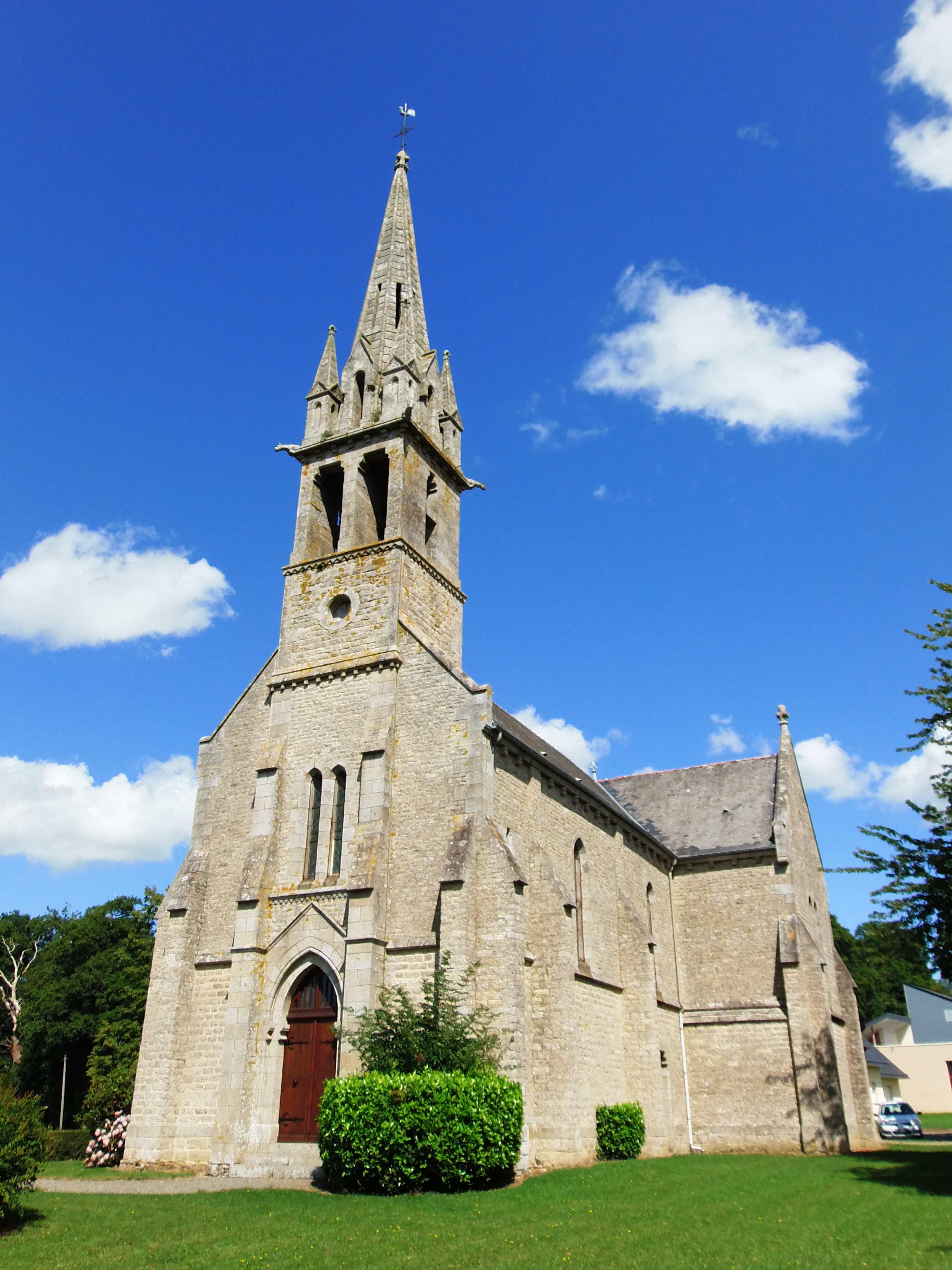
Kirche Notre-Dame-de-Pitié

## Verkehr
Der Ort liegt an den Überlandstraßen RD 220 und RD 59. Die Schienenverbindung von Brest nach Paris führt durch die Gemeinde.